# Mareanivka, Makariv
Mareanivka (în ucraineană Мар`янівка) este o comună în raionul Makariv, regiunea Kiev, Ucraina, formată numai din satul de reședință.

## Demografie
Componența lingvistică a comunei Mareanivka
     Ucraineană (94,09%)
     Rusă (3,57%)
     Belarusă (1,6%)
     Alte limbi (0,24%)
Conform recensământului din 2001, majoritatea populației comunei Mareanivka era vorbitoare de ucraineană (94,09%), existând în minoritate și vorbitori de rusă (3,57%) și belarusă (1,6%).